# Saitissus squamosus
Saitissus squamosus är en spindelart som beskrevs av Roewer 1938. Saitissus squamosus ingår i släktet Saitissus och familjen hoppspindlar. Inga underarter finns listade i Catalogue of Life.